# Naturschutzgebiet Insel Koos, Kooser See und Wampener Riff
Koordinaten: 54° 9′ 32,9″ N, 13° 24′ 26,2″ O

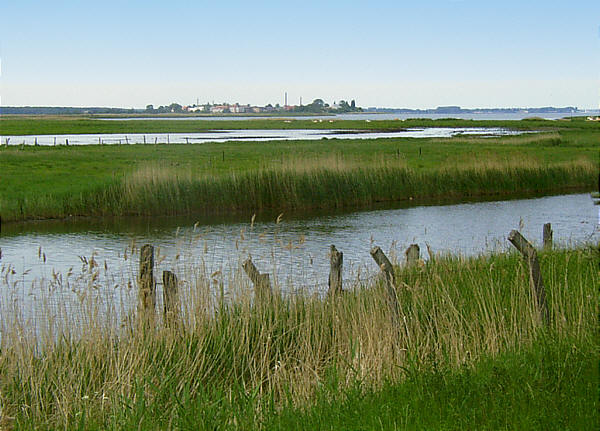
Salzwiesen – Blick von der Insel Koos in Richtung West

Das Naturschutzgebiet Insel Koos, Kooser See und Wampener Riff ist ein 1560 Hektar umfassendes Naturschutzgebiet fünf Kilometer nördlich der Stadt Greifswald in Mecklenburg-Vorpommern. Die Unterschutzstellung am 5. November 1990 mit einer Erweiterung 1994 dient dem Erhalt eines ausgedehnten Küstenüberflutungs- und Flachwasserbereichs des südlichen Greifswalder Boddens. Flachwasserzonen, Windwatten und beweidete Küstenüberflutungsmoore bieten einen bedeutenden Lebensraum für zahlreiche Küstenvögel. Der Gebietszustand wird als sehr gut angesehen, da die natürliche Küstendynamik ungehindert greift. Der Bereich der Karrendorfer Wiesen entwickelt sich seit der Ausdeichung in den 1990er Jahren wieder natürlich. Problematisch bleibt der Prädatorendruck auf die Brutvögel sowie illegale Freizeitnutzung.  Wanderwege auf den Karrendorfer Wiesen führen in den westlichen Gebietsteil. Die Insel Koos und die Karrendorfer/Kooser Wiesen dürfen nicht betreten werden. Die Zufahrt zur Insel per Kraftfahrzeug ist nur autorisierten Personen gestattet.

## Gebietsgliederung und Geschichte
Die Insel Koos entstand als Grundmoräne im Rahmen der letzten Eiszeit. Nördlich lagerte sich ein einen Kilometer langer Sandhaken an, der die Kooser Bucht vom Greifswalder Bodden trennt. Zwischen der Insel und dem Festland existiert mit der Beek ein schmaler Gewässerarm als Verbindung der Kooser Bucht zum Kooser See. Dieser ist von periodisch überfluteten Salzwiesen umgeben (westlich: Karrendorfer Wiesen, südlich: Kooser Wiesen) und wird durch die Halbinsel Streng vom Greifswalder Bodden abgeschirmt. Östlich anschließende submarine Sandriffe des Wampener Riffs schützen den Kooser See vor starkem Wellengang. Bei sommerlicher Trockenheit steigt der Salzgehalt des Sees und der Salzpfannen stark an und erreicht stellenweise 30 Promille (gegenüber 8 Promille im Boddenwasser).
Menschliche Nutzung ist durch umfangreiche Rodungen seit dem Mittelalter belegt. Das Gebiet wurde als Acker und Grünland genutzt. Die Schwedische Matrikelkarte von 1697 zeigt umliegende Holländereien. Auf den Kooser Wiesen und der Insel Koos wurde die traditionelle Nutzungsweise mit Mähweide, Hutung und Koppeln bis in die Gegenwart fortgeführt. Im übrigen Festlandsteil wurden ab 1800 Gräben angelegt, die sich auf dem Urmesstischblatt von 1835 zeigen. Anschließend erfolgte die Eindeichung der Flächen mit einem Sommerdeich um 1850. Zu DDR-Zeiten wurde die landwirtschaftliche Nutzung forciert. Der Polder Karrendorf-Frätow wurde mit Deichen versehen sowie mit Drainagen und Schöpfwerken entwässert. In intensiver Landwirtschaft wurden Getreide, Feldfutter und Saatgräser angebaut. Die Moorbereiche sackten so um 20 – 40 cm. Die Insel Koos diente in den 1930er Jahren als Übungszielgebiet von Jagdbombern, wovon noch heute bewachsene Einschlagkrater zeugen. Ein Rückbau der wasserwirtschaftlichen Anlagen erfolgte 1993–1994, so dass knapp 150 Jahre nach dem ersten Deichbau wieder natürliche Überflutungsverhältnisse herrschen. Rinderweiden im Gebiet stellen heute die einzige Nutzung dar.

## Pflanzen- und Tierwelt

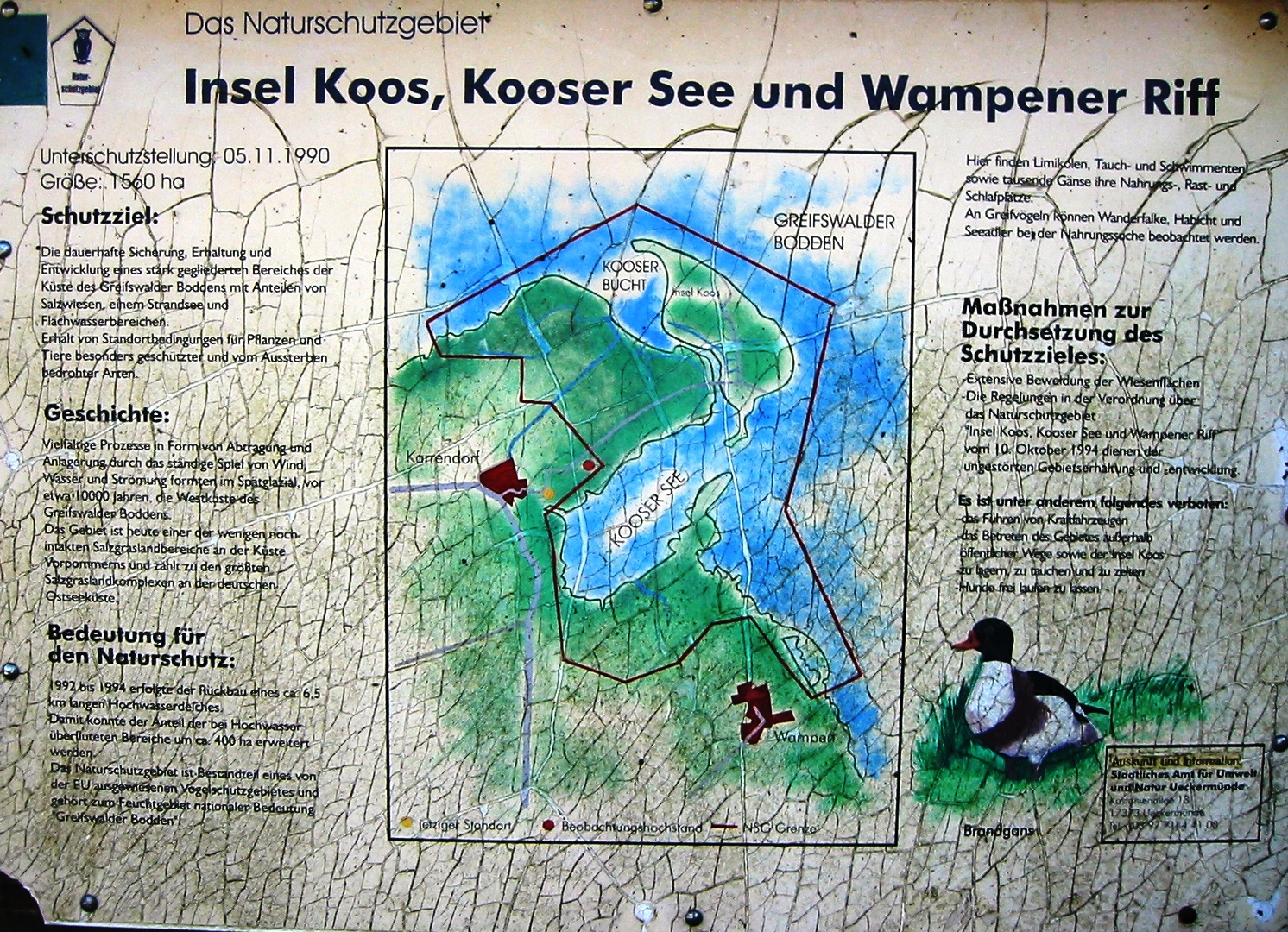
Hinweistafel am Eingang des NSG

Die Jahrhunderte dauernde Beweidung schuf eine eigene an Verbiss angepasste Pflanzenwelt. Salzgrasland mit den verschiedenen Zonen einer Salzwiese dominiert. Auf den Karrendorfer Wiesen finden sich Magerrasen auf mineralischen Standorten. Die flach überstauten Schlickböden stellen Extremstandorte dar, auf denen nur wenige Arten des Makrozoobenthos leben können. Das Naturschutzgebiet hat eine hohe Bedeutung für die Vogelwelt. Brutvögel sind Rotschenkel, Sandregenpfeifer, Alpenstrandläufer und Austernfischer. In den Frühjahrs- und Herbstmonaten finden sich zahlreiche Rastvögel ein. In den letzten Jahren wurden beispielsweise 100.000 Blässgänse, 10.000 Graugänse, 6.000 Weißwangengänse, 40.000 Pfeifenten, 40.000 Eisenten und 30.000 Bergenten gezählt. Dazu gesellen sich Limikolenarten wie 12.000 Kiebitze, 15.000 Goldregenpfeifer, 1.000 Alpenstrandläufer, 1.000 Kampfläufer, 600 Zwergstrandläufer und 800 Bruchwasserläufer. In Kleingewässern auf der Insel Koos kommt der Moorfrosch vor. Raubsäuger im Gebiet sind Mauswiesel, Hermelin, Mink, Steinmarder, Iltis, Fischotter, Dachs, Marderhund, Waschbär und Fuchs.